# لاي غردولر (كوهستان)
لاي غردولر (بالفارسية: لای گردولر) هي قرية تقع في إيران في Kuhestan Rural District.